# Петрівська балка
Петрівська балка (крим. Petrivska yılğası, рос. Петровская балка), Баликчи-Оба (крим. Balıkçi Oba, Глиняний горб), розмовне Собача балка, до 1903 року Госпітальна балка — історична місцевість Сімферополя, в Центральному та Київському районах міста.

## Опис
Територія між плато Кая-Баш, де знаходиться Старе місто, та скелями Дженакай-Кир (Петрівські скелі).
Основні вулиці: Тарабукіна, Ломоносова, Вінницька, Неапольська, Батаєва, Археологічна.
На території району знаходяться Неаполь-Скіфський, Водоканал, Школа № 26, Меморіальний військовий цвинтар 1853 року.
Вище знаходиться частина місцевості Петрівські Висоти.
Ще нещодавно на початку балки можна було бачити будинки, що зберегли відчуття давнини — зі старовинного каміння, вкриті вічно зеленим плющем. Нові господарі розвалили старі стіни і звели будинки, адже відомо, що багато будинків тут були складені з античного каміння стародавнього Неаполіса.

## Вулиці
У Петровській балці та її схилах розташовані: вулиця Петрівська балка, Неапольська вулиця, вулиця 8-го Березня, Перевальна вулиця, Петровський провулок, Пролітний провулок, Археологічна вулиця, Кам'яний провулок, Скелястий провулок, 2-й Петрівський тупик, вулиця Досичова, вулиця Петровського, вулиця Тарабукіна, вулиця Лозова, 3-й Петровський тупик, вулиця Токарєва, Мар'їнська вулиця, Кизилівська вулиця, Кизилівський провулок, Телефонний узвіз, 2й Петрівський проїзд, Вінницька вулиця, вулиця Зв'язківців, Кінцевий провулок, вулиця Бархатової, вулиця Долетова, вулиця Дарвіна, вулиця Ломоносова, вулиця Нестерова, Квіткова вулиця.

## Історія
Судячи з численних знахідок, сліди людського проживання біля Петровської балки у Сімферополі йдуть у давнину. У період з III ст. до н. е. до ІІІ ст. н. е. на пагорбі знаходився Неаполь-Скіфський, а в балці ховали своїх одноплемінників його мешканці.
З середньовіччя в балці існувало кримськотатарське та грецьке село Керменчик (крим. Kermençik), а в неподалік входу у балку — палацовий комплекс калги-султана з чешме Калга-Сараю (майбутній Петровський фонтан), основне джерело питної води для місцевих мешканців.
Після російської анексії Кримського ханства в балці з'являються українські та російські поселення.
У «Відомості про всі селища, що у Сімферопольському повіті перебувають…» 1805 року російські села йдуть окремим списком, і в слободі Підгородня записано 29 дворів та 118 жителів.

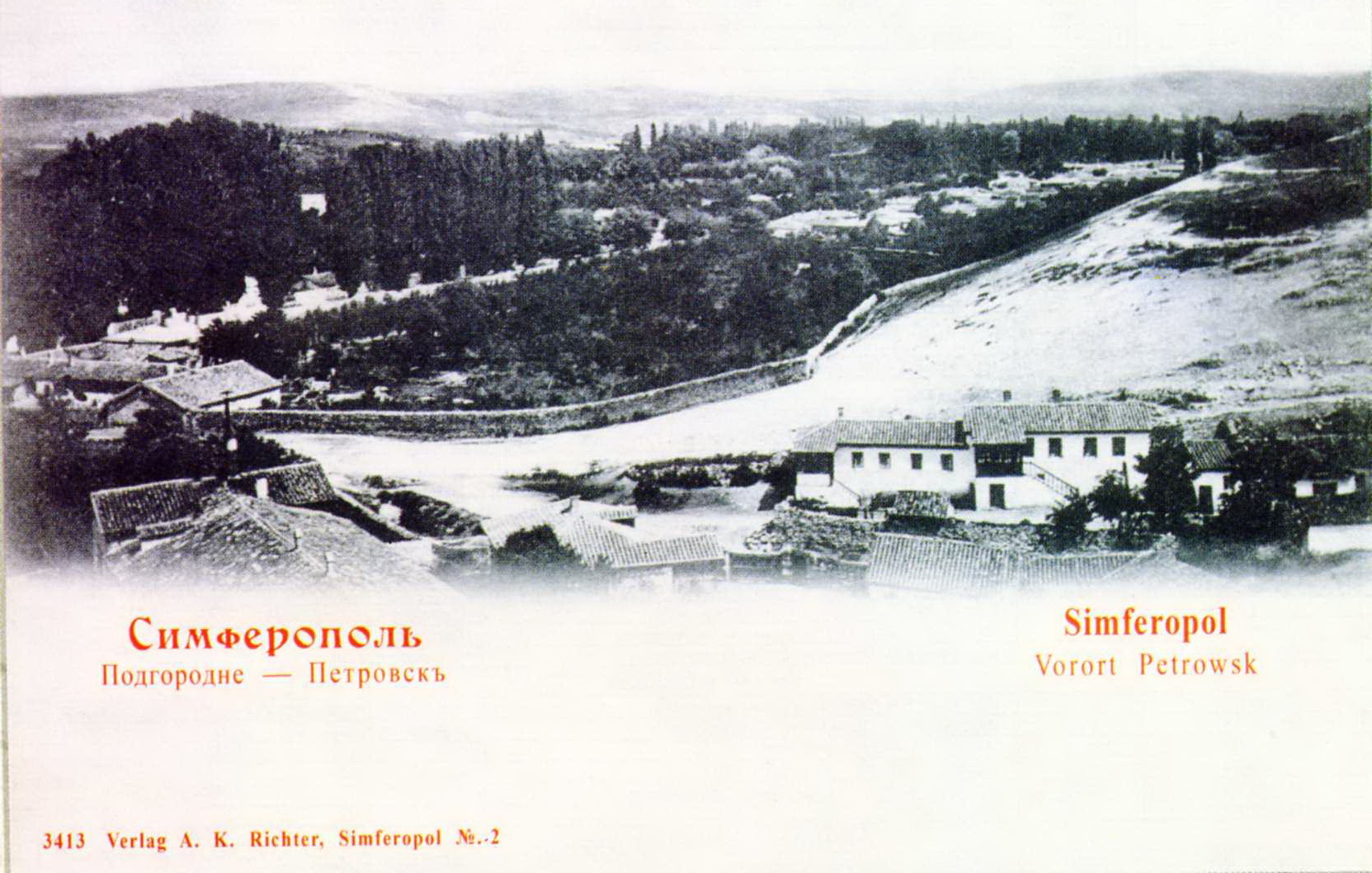
Підгородне-Петрівське. Листівка початку XX ст.

У 20-х роках ХІХ століття балка отримала назву Госпітальної, оскільки знаходилася поблизу госпіталю, який існував у ті роки на місці нинішнього телецентру. Спочатку це були казарми, побудовані невдовзі після анексії Криму Російською імперією, але до 1805 частину їх перетворили на госпіталь.
Влітку 1827 року Олександр Іванович Султан-Крим-Гірей, великий любитель старовини, прогулюючись ймовірно в районі Петровської балки, побачив у арбі у татарина каміння з написами та барельєфом воїна. Купивши це каміння, він повідомив про це археолога, директора Одеського музею старожитностей І. П. Бларамберга. Той приїхав до Сімферополя, і на місці знахідок знайшов інші плити з написами, постамент від статуї, а також уламок мармурового рельєфу із зображенням скіфських царів Скілура та Палака. Так почалися археологічні дослідження городища Керменчик, що зараз ідентифікують з Неаполем-Скіфським.
Неподалік основного військового лазарета в верхів'ях балки поховали померлих воїнів. У вересні 1854 році тут у братській могилі було поховано російських солдатів, що загинули в Альмінській битві. Потім з'явилися нові могили учасників Кримської війни, які померли від ран у Сімферополі. Так утворився величезний перший військовий цвинтар. У 1869 році над першою братською могилою була збудована каплиця, а в 1887 р. поряд з нею мармуровий пам'ятник з написом: «Від громадян Сімферополя».
Нова історія балки починається з 1880-х років: після того, як гімназисти з навчальною метою розчистили одну з печер на західному схилі, її зайняв селянин Пашковський, що «приробив до неї двері і, зробивши деякі пристосування, оселився в ній і там живе». Штучною печерою, за свідченням вчителів Сімферопольської казенної чоловічої гімназії, «скористався для житла і його сусід Циганков». Таких печер налічувалося тоді сім. Їх мешканці влаштували вниз схилом і на дні балки сади та городи і при копанні плантажу відкопали людські кістки, різний глиняний посуд, наконечники стріл, намисто та інші прикраси.
У середині XIX століття поселення у балці об'єднуються у село Підгородне-Петровське. Що ж до самої балки, що у народі частіше іменували Собачою (ця назва фігурує іноді й у документах до початку XX в.), то 25 квітня 1903 року міська дума вирішила перейменувати балку з Госпітальної на Петровську.
У роки перших визвольних змагань 22 квітня 1920 році у балці відбулися збори комуністів, на порядку денному стояло питання про звільнення арештованих врангелівцями товаришів. Контррозвідка білих, дізнавшись про це через провокатора Акима Охтирського, оточила присутніх у балці. Почалася перестрілка. Лише частини підпільників вдалося втекти, решта потрапила до рук карників. Після судового процесу майже всі їх повісили на ліхтарних стовпах біля будівлі в'язниці — в районі нинішнього бульвару Леніна.
У радянські часи почали забудовуватися квартали між вулицями Тарабукіна та Нестерова.
У 1985 році було відкрито поселення (стоянка) кінця кам'яного віку, що також отримало назву Петрівська Балка.
Нині вся Петрівська балка забудована приватними будинками, що мальовничо приліпилися до її схилів, та самозахопленями, що з'явилися через відмову місцевої проросійської влади видавати ділянки для будівництва кримським татарам, що повернулися з депортації. Приблизно 27 березня 2006 року з'явилася кримськотатарська «поляна протесту». На захоплених ділянках були зведені споруди з каменю-черепашника.
У тому ж 2006 році було організовано земельний пікет «Петрівські висоти» чисельністю 450 осіб на отримання земельних ділянок. Загальна площа захопленої землі становила 100 гектарів. Їх мають намір розділити 1200 осіб, які чергують у наметах на полі. На землю претендували 540 слов'ян та 660 кримських татар.